# علي بن خشرم
أبو الحسن علي بن خشرم ابن عبد الرحمن بن عطاء بن هلال المروزي (160 هـ - 257 هـ) ابن أخت بشر الحافي.انتهى إليه علو الإسناد بما وراء النهر ، ومرو، وهراة.

## روايته للحديث النبوي
- سمع: عبد العزيز بن محمد الدراوردي، وهشيم بن بشير، وعيسى بن يونس، وأبا بكر بن عياش، وسفيان بن عيينة، وعبد الله بن وهب، وأنس بن عياض، والفضل بن موسى السيناني، وأبا تميلة، ووكيعا، وطبقتهم.
- حدث عنه: مسلم، والترمذي، والنسائي، وابن خزيمة، وأبو بكر بن أبي داود، ومحمد بن يوسف الفربري، ووقع لنا رواية عنه في تعلية حديث موسى والخضر، فقال: حدثناه علي بن خشرم، حدثنا ابن عيينة، فذكره. لكن ليس هذا في كل النسخ بالصحيح . وممن حدث عنه محمد بن معاذ الماليني، وأبو علي بن رزين الباشاني، ومحمد بن المنذر شكر ومحمد بن عقيل البلخي، وأبو حامد أحمد بن حمدون الأعمشي، وعدد كثير.
- الجرح والتعديل: قال أحمد بن شعيب النسائي: ثقة. قال ابن حجر العسقلاني: ثقة. قال الذهبي: الحافظ. وقال مسلمة بن القاسم الأندلسي: ثقة.